# 東京新大学野球連盟 (旧連盟)
東京新大学野球連盟（とうきょうしんだいがくやきゅうれんめい）
1. 1925年頃、東京府に所在する旧制大学を中心とした高等教育機関の硬式野球部で構成された大学野球リーグ。
2. 1933年、東京商科大学、東京文理科大学、東京工業大学、拓殖大学、東洋大学で構成された大学野球リーグ。

## 1925年結成の東京新大学野球連盟
1925年の東京六大学野球連盟が結成された頃に、その他の大学野球部の中の有力校であった國學院大學、専修大学が中心になりさらに日本大学、東京商科大学（後の一橋大）、東洋大学、宗教大学（後の大正大）で東京新大学野球連盟として結成。六大学野球は1925年秋に最初のリーグ戦を行ったが、東京新大学リーグは同年春に第1回リーグ戦を実施している。
なお、後年の1958年に結成された同名の連盟とは無関係。
しかしながら先の東京六大学参加校に比べて技量もまだ低く、現在は存在しない都内のいくつかのグラウンド（尾久、海上保険目白球場、渋谷氷川裏、下渋谷）で試合を行い活動していたが、わずか1年で改編。國學院大、日本大、東洋大、東京農大、上智大、東大農学部に青山学院、高千穂高等商業、早大高等師範部、東京高等工芸などの専門学校（旧制）も加えた東京新十大学野球連盟と改称したが、トラブルも多く歩調が合わず、結成はしてみたものの結局はその後、自然消滅に近い形で解散した。
その後、國學院大學、日本大学、専修大学などの技量がしだいに整備されていき、先の東京六大学野球連盟に所属する各校と相対的に試合が行なえるレベルに達し、各校はそれぞれ東京六大学野球連盟への加盟を熱望したが叶えられることはなく 、やむなく1931年に中央大学と東京農業大学を招聘して、後に現在にいたる東都大学野球連盟の前身である、五大学野球連盟（東京六大学野球連盟の前身が五大学野球連盟を名乗っていた関係で新五大学野球連盟とも言われた。）を結成する。

## 1933年結成の東京新大学野球連盟
- 1931年 - 東京文理科大学、拓殖大学、東洋大学により三大学野球連盟結成。
- 1932年 - 東京工業大学が参加し、四大学野球連盟と改称。
- 1933年 - 東京商科大学が参加し、東京新大学野球連盟と改称。
- 1934年 - 内紛により東京新大学野球連盟は解体[4]。